# 玛丽亚·葆拉·埃利松多
玛丽亚·葆拉·埃利松多·埃雷拉（西班牙語：María Paula Elizondo Herrera；1998年11月30日—），哥斯达黎加女子足球运动员，司职后卫，目前效力于萨普里萨体育俱乐部和哥斯达黎加国家女子足球队。她曾代表哥斯达黎加参加2023年国际足联女子世界杯。